# والي فولرتون سميث
والي فولرتون سميث (بالإنجليزية: Wally Fullerton Smith)‏ هو لاعب دوري الرغبي أسترالي، ولد في 9 يوليو 1960 في ليزمور في أستراليا.